# Альдейре

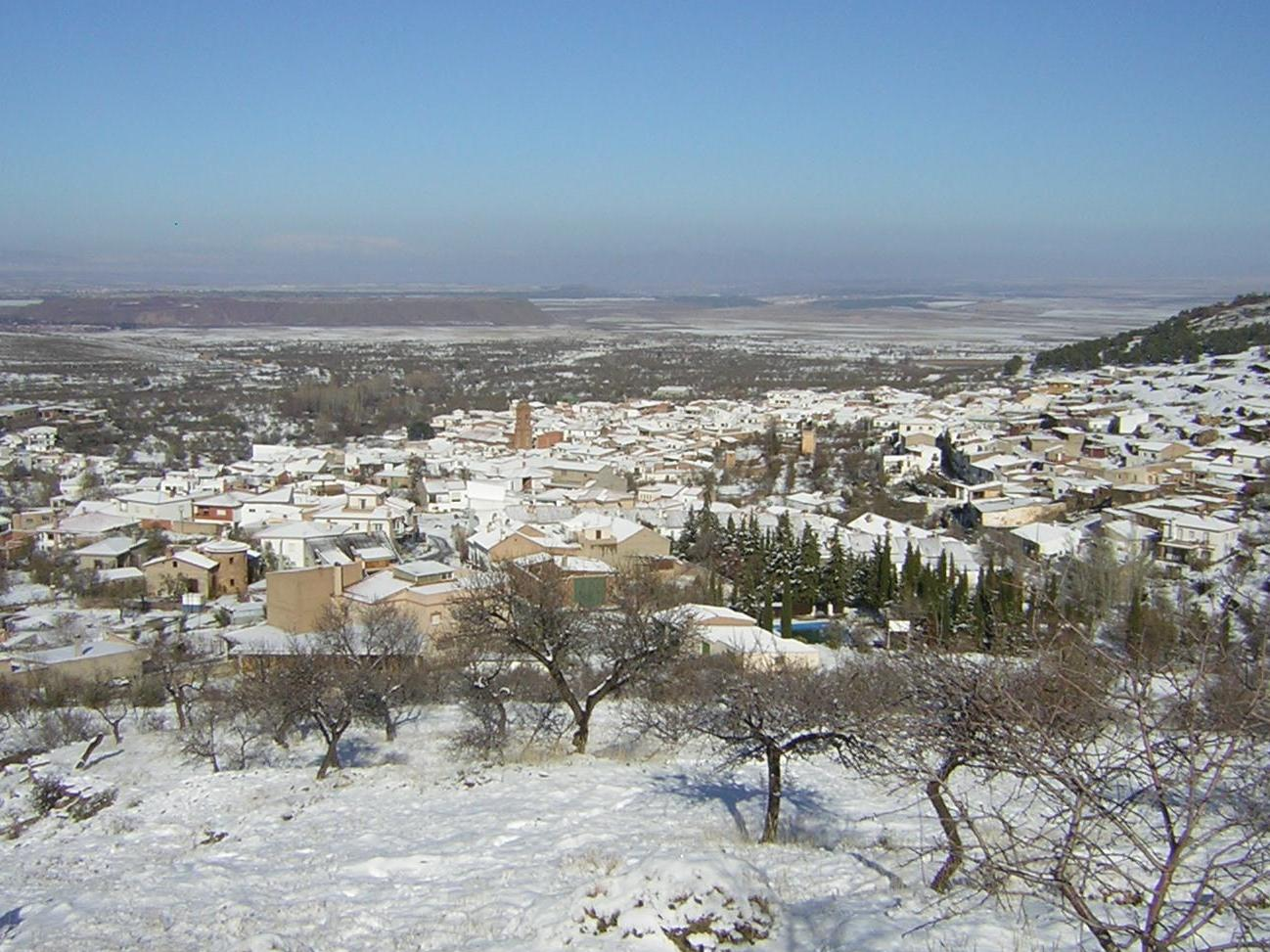
Олдер взимку (2004)

Альдейре (ісп. Aldeire) — муніципалітет в Іспанії, у складі автономної спільноти Андалусія, у провінції Гранада. Населення — 696 осіб (2010).
Муніципалітет розташований на відстані близько 370 км на південь від Мадрида, 47 км на схід від Гранади.

## Демографія
Динаміка населення (INE ):

## Галерея зображень

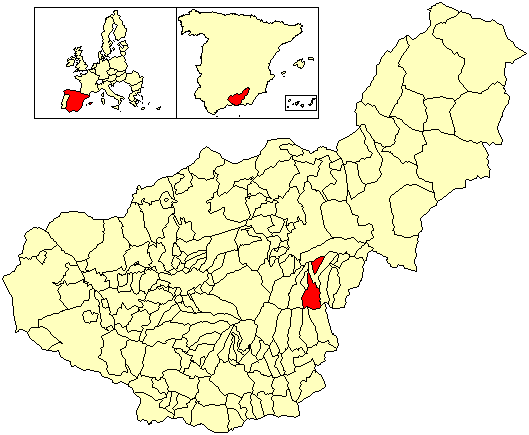
Розташування муніципалітету у провінції Гранада